# Mozoncillo
Mozoncillo ist ein Ort und eine Gemeinde (municipio) mit 907 Einwohnern (Stand: 2024) in der zentralspanischen Provinz Segovia in der Autonomen Region Kastilien-León. 

## Lage und Klima
Mozoncillo liegt in der kastilischen Meseta in ca. 855 m Höhe ungefähr 32 Kilometer (Fahrtstrecke) nordnordöstlich der Provinzhauptstadt Segovia. Das Klima ist gemäßigt bis warm; Regen (ca. 480 mm/Jahr) fällt mit Ausnahme der trockenen Sommermonate übers Jahr verteilt.

## Bevölkerungsentwicklung
| Jahr      | 1970 | 1981 | 1991 | 2001 | 2011 | 2021 |
| Einwohner | 1188 | 1102 | 1074 | 1061 | 1032 | 851  |

## Sehenswürdigkeiten

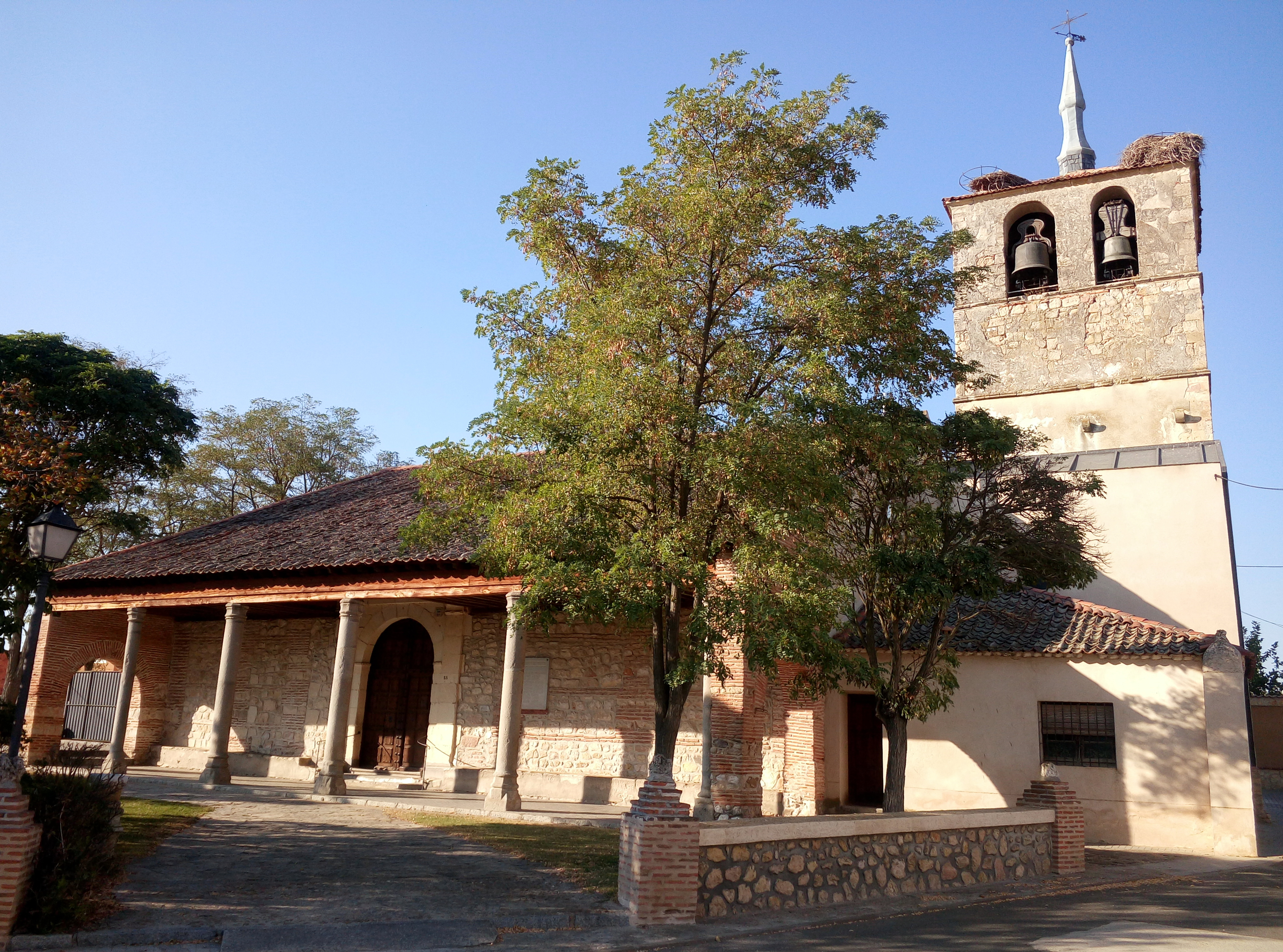
Johannes-der-Täufer-Kirche
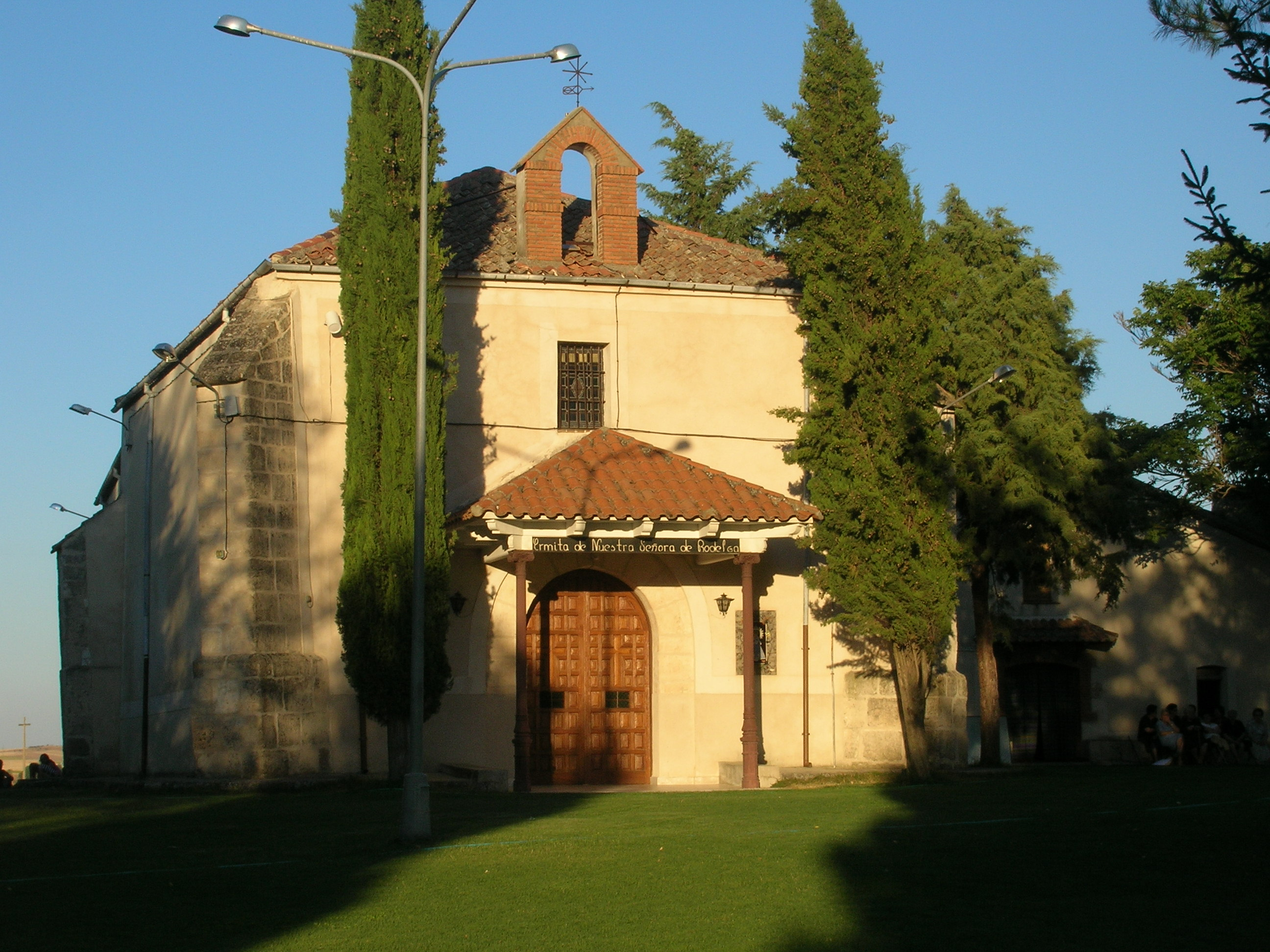
Marienkapelle
- Christuskapelle
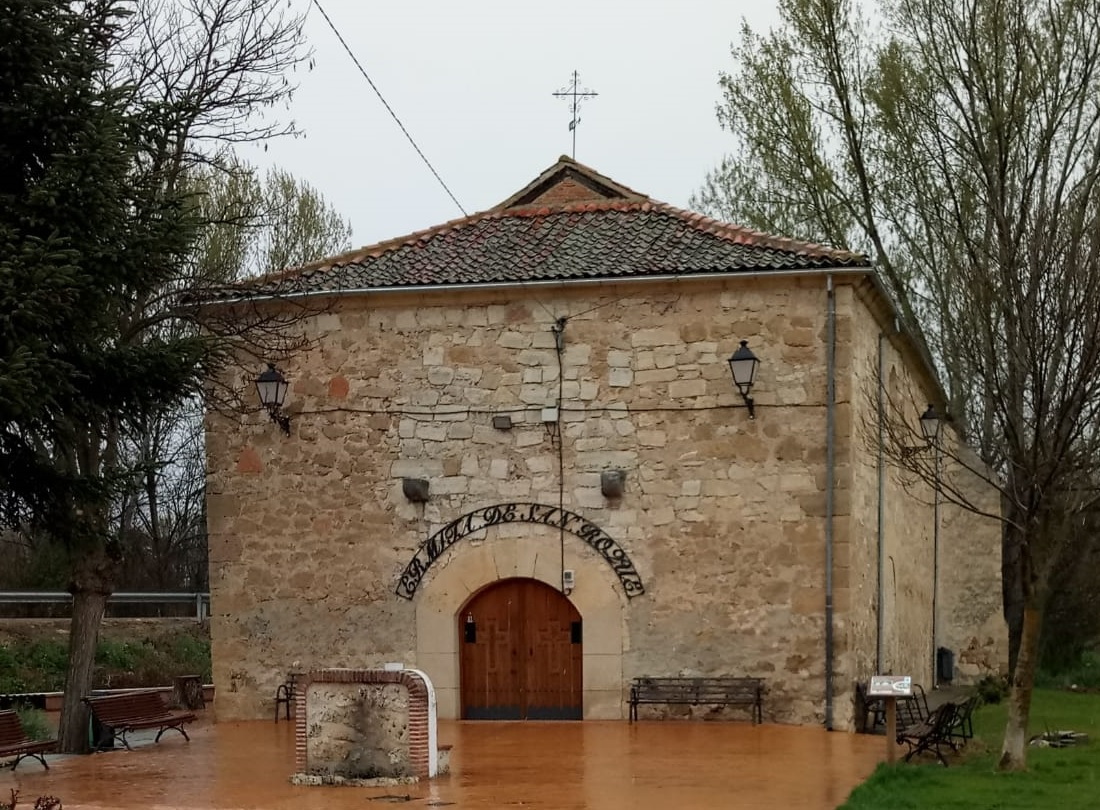
Rochuskapelle
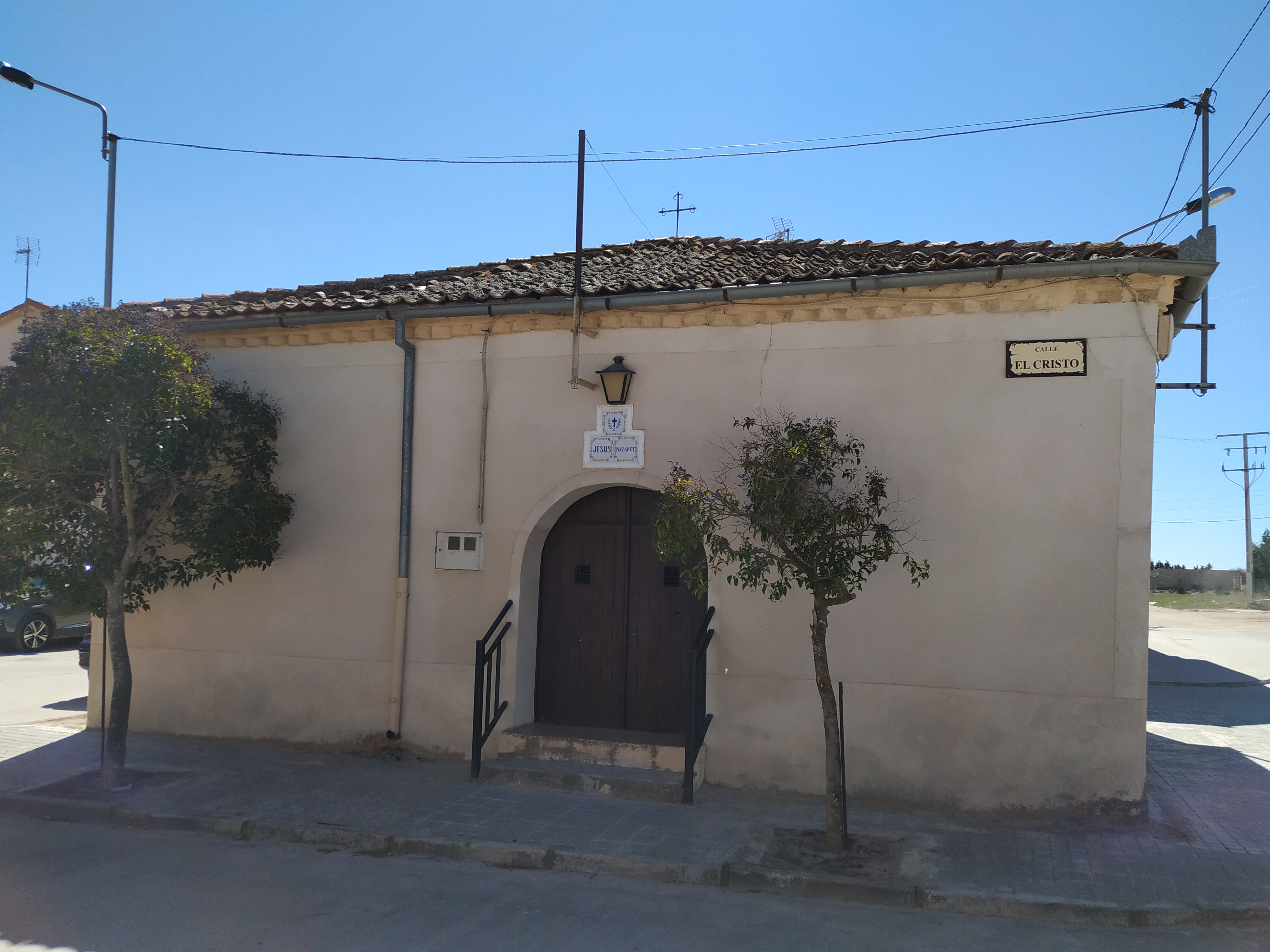
Christuskapelle
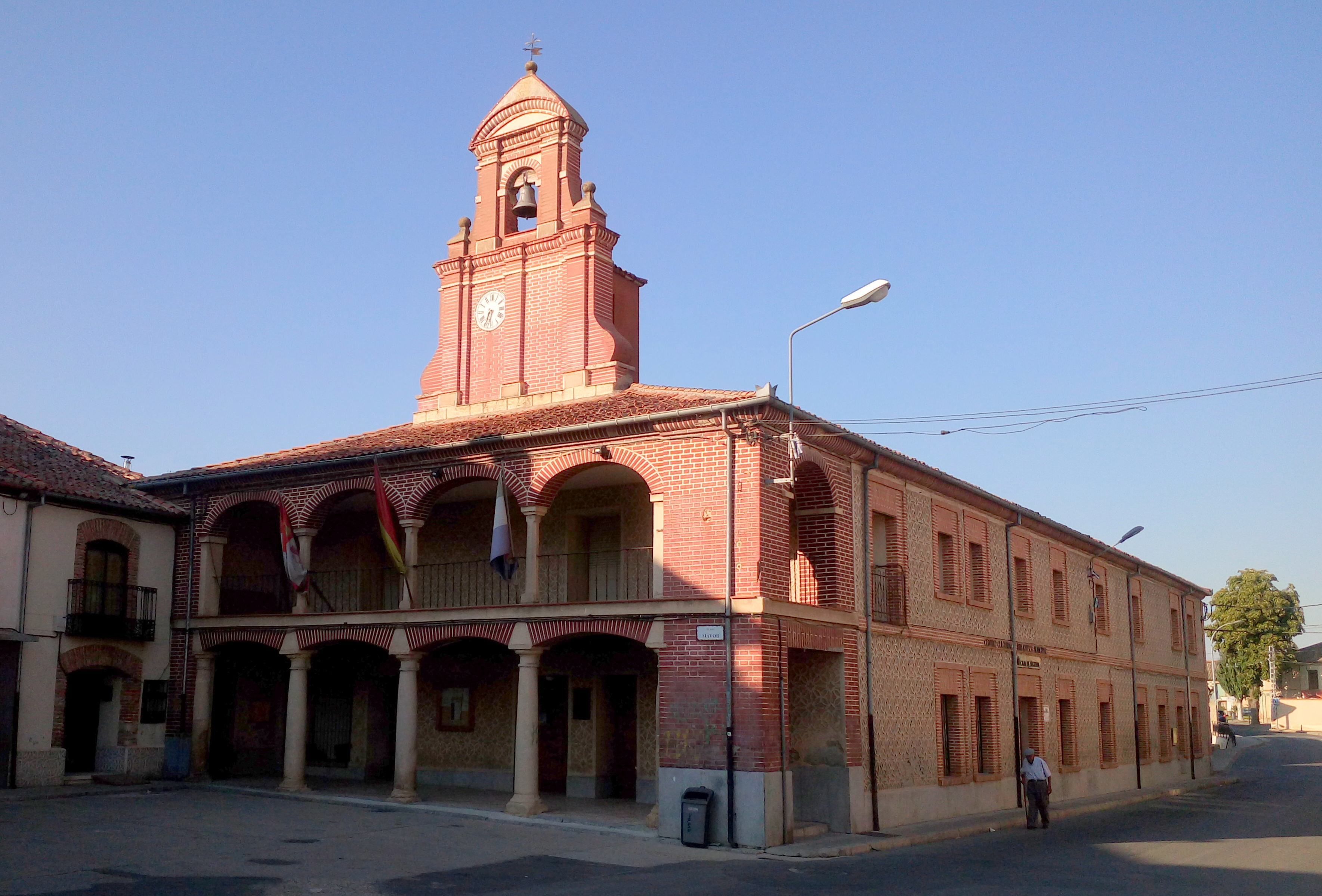
Rathaus

- Johannes-der-Täufer-Kirche
- Marienkapelle
- Rochuskapelle
- Christuskapelle
- Rathaus